# Własność społeczna
Własność społeczna – forma własności, w której dane dobro uznawane jest za będące w posiadaniu całego społeczeństwa, a nie jednostek czy grup społecznych. Własność społeczna środków produkcji stanowi cechę definiującą gospodarkę socjalistyczną i może przybierać różne formy, w tym własność wspólnotową, państwową, powszechną, pracowniczą, spółdzielczą oraz obywatelską (udziałową).
W kontekście ekonomii socjalistycznej własność społeczna odnosi się zwłaszcza do upaństwowienia lub uspołecznienia nadwyżki produktu wytwarzanego przez środki produkcji – czyli bogactwa, jakie z nich wynika – i przekazania jej całemu społeczeństwu lub samym pracownikom. Tradycyjnie przyjmowano, że własność społeczna wiąże się z zanikiem rynków kapitałowych i czynników produkcji, przy założeniu, że procesy wymiany rynkowej stają się zbędne, jeśli dobra kapitałowe należą do jednego podmiotu lub sieci podmiotów reprezentujących społeczeństwo jako całość. Jednak rozwój modeli tzw. socjalizmu rynkowego, w których rynki czynników produkcji wykorzystywane są do alokacji dóbr kapitałowych między przedsiębiorstwami społecznymi, doprowadził do rozszerzenia pojęcia własności społecznej o autonomiczne podmioty funkcjonujące w ramach gospodarki rynkowej.
Dwiema głównymi formami własności społecznej są: własność publiczna o zasięgu ogólnospołecznym oraz własność spółdzielcza. Kluczową różnicą między tymi formami jest sposób redystrybucji nadwyżki produktu. W przypadku własności publicznej nadwyżka ta trafia do wszystkich obywateli poprzez dywidendę społeczną, natomiast w systemie spółdzielczym kontrolę nad nadwyżką sprawują bezpośrednio członkowie danej spółdzielni – czyli pracownicy konkretnego przedsiębiorstwa.
Celem własności społecznej jest zniesienie podziału na klasę właścicieli kapitału, czerpiących dochody pasywne, oraz klasę pracowników, uzyskujących dochody z pracy (w postaci wynagrodzeń, pensji czy prowizji). Własność społeczna zakłada, że nadwyżka produktu (lub zysk ekonomiczny w przypadku socjalizmu rynkowego) przypada całemu społeczeństwu lub członkom danego zakładu pracy. W tym ujęciu zyski z automatyzacji pracy powinny prowadzić do stopniowego skracania dnia pracy, zamiast generować niepewność zatrudnienia i bezrobocie. Redukcja niezbędnego czasu pracy jest centralnym elementem marksistowskiej koncepcji wolności człowieka i przezwyciężenia alienacji – idei podzielanej zarówno przez socjalistów marksistowskich, jak i niemarksistowskich.
Uspołecznienie rozumiane jest jako proces przebudowy struktury gospodarczej, organizacyjnej oraz instytucjonalnej danego systemu na podstawie zasad socjalistycznych. W szerszym ujęciu, obejmującym własność publiczną jako formę własności społecznej, proces ten zakłada odejście od mechanizmów kapitalistycznych, akumulacji kapitału oraz użycia pieniądza i wartości finansowej w procesie produkcji. Zmianie ulega także organizacja pracy na poziomie zakładów produkcyjnych.

## Typologia
W literaturze termin uspołecznienie najczęściej odnosi się do głębokiej transformacji społecznych stosunków produkcji w ramach organizacji gospodarczych, obejmującej nie tylko zmianę tytułów własności, lecz także reformę struktur zarządzania. Uspołecznienie może wiązać się z wprowadzeniem samorządności pracowniczej lub innych form demokracji w miejscu pracy, zastępujących hierarchiczne modele kontroli. Kluczowym elementem własności społecznej jest to, że nadwyżka produktu (zysk ekonomiczny) przypada całemu społeczeństwu, a nie wyłącznie kadrze zarządzającej. Własność państwowa niekoniecznie oznacza spełnienie tego kryterium.
Wyróżnia się trzy podstawowe formy własności społecznej:
1. Własność publiczna – zarządzana przez podmioty reprezentujące społeczeństwo na poziomie państwowym, regionalnym lub lokalnym[19].
2. Własność spółdzielcza – w której członkowie przedsiębiorstwa są jego współwłaścicielami[20].
3. Własność wspólna – charakteryzująca się otwartym dostępem i niepodzielnym posiadaniem zasobów przez całe społeczeństwo.

Każda z tych form posiada potencjalne słabości, będące przedmiotem krytyki. Własność publiczna może prowadzić do biurokratyzacji lub koncentracji władzy; spółdzielcza – do ograniczenia interesu ogółu na rzecz interesów wewnętrznych grup; a wspólna – do problemów z efektywnym zarządzaniem zasobami w warunkach braku instytucjonalnych mechanizmów kontroli.
W zakresie zarządzania przedsiębiorstwami uspołecznionymi wyróżnia się dwa główne modele kontroli społecznej:
- Zarządzanie publiczne – polegające na kierowaniu przedsiębiorstwem przez kadrę odpowiadającą przed organem reprezentującym społeczeństwo.

- Samorządność pracownicza – zakładająca wybór kierownictwa przez pracowników oraz stosowanie zdecentralizowanych form zarządzania[21].

Różne ideologie podchodzą w odmienny sposób do własności społecznej, np. anarchistyczne teorie ekonomiczne odrzucają publiczną własność i skłaniają się najbardziej ku własności wspólnej, natomiast szkoły komunistyczne na ogół faworyzują formę publicznej własności. Podobnie jest przy szkołach socjalistycznych, które jednak potrafią się wyjątkowo od siebie różnić.

### Własność publiczna
Własność publiczna może funkcjonować zarówno w ramach gospodarki rynkowej, jak i gospodarki planowej, nierynkowej.
W modelach socjalizmu rynkowego własność publiczna przyjmuje postać przedsiębiorstw państwowych, które nabywają dobra kapitałowe na rynkach kapitałowych i działają w celu maksymalizacji zysków. Zyski te są następnie dystrybuowane wśród całej populacji w formie dywidendy społecznej.
W modelach socjalizmu nierynkowego własność publiczna przyjmuje formę jednego podmiotu lub sieci podmiotów publicznych koordynowanych przez planowanie gospodarcze. Współczesne podejścia do socjalizmu zakładają wykorzystanie komputerów i nowoczesnych technologii do szybkiego sprzężenia zwrotnego w alokacji zasobów kapitałowych, co ma zapewnić efektywne planowanie ekonomiczne.
Ekonomista Alec Nove definiował własność społeczną jako formę autonomicznej własności publicznej, rozróżniając ją od własności państwowej i przedsiębiorstw kierowanych przez państwo. W jego koncepcji możliwe jest współistnienie obu form w ramach tzw. realnego socjalizmu.
Własność publiczna była przedmiotem zainteresowania neoklasycznych socjalistów w trakcie międzywojennej debaty o kalkulacji ekonomicznej – m.in. Oskara Langego, Freda Taylora, Abby Lernera i Maurice’a Dobba. W drugiej połowie XX wieku ekonomiści tacy jak John Roemer i Pranab Bardhan argumentowali, że własność publiczna, rozumiana jako równomierna dystrybucja zysków z przedsiębiorstw, nie wymaga bezpośredniego zarządzania przez państwo, a może być realizowana przez niezależne podmioty publiczne.
Ekonomista David McMullen promuje zdecentralizowany socjalizm nierynkowy oparty na własności społecznej środków produkcji. W jego propozycji tytuły własności zostałyby zastąpione przez „prawa użytkowania”, a wymiana dóbr kapitałowych odbywałaby się w ramach wewnętrznych transferów zasobów, z zachowaniem zdecentralizowanego systemu cenowego.
Własność publiczna sama w sobie nie jest jednak tożsama z socjalizmem, gdyż może funkcjonować w różnych systemach polityczno-gospodarczych. Własność państwowa nie oznacza automatycznie społecznego prawa do dochodu, dlatego stanowi jedynie jedną z form własności publicznej – będącej z kolei wariantem szerszego pojęcia własności społecznej.

### Własność społeczna kapitału
W kontekście socjalizmu rynkowego proponuje się społeczną własność kapitału i udziałów przedsiębiorstw poprzez publiczne instytucje lub fundusze emerytalne należące do pracowników.
John Roemer opracował model socjalizmu rynkowego, w którym obywatele otrzymują nieprzenoszalne kupony uprawniające do części zysków generowanych przez autonomiczne przedsiębiorstwa będące własnością publiczną, ale niezależne od rządu. W tym ujęciu „własność społeczna” oznacza obywatelskie prawo do udziału w zyskach rynkowych przedsiębiorstw.
James Yunker zaproponował model „pragmatycznego socjalizmu rynkowego”, w którym Biuro Własności Publicznej (BPO) posiadałoby akcje spółek giełdowych, nie zakłócając przy tym mechanizmów rynkowej alokacji kapitału. Jego zdaniem taki system byłby równie efektywny jak kapitalizm, a przy tym sprawiedliwszy społecznie, ponieważ umożliwiałby redystrybucję zysków wśród całej populacji.
Inną propozycją jest społeczne posiadanie akcji poprzez fundusze wynagrodzeń i fundusze emerytalne. Peter Drucker w 1976 nazwał tę ideę „socjalizmem funduszy emerytalnych”, wskazując, że fundusze mogą pogodzić potrzebę bezpieczeństwa pracowników z mobilnością i dywersyfikacją kapitału.
W Szwecji program Rudolfa Meidnera, zaproponowany przez Szwedzką Socjaldemokratyczną Partię Robotniczą pod koniec lat 70., zakładał stopniowe przejęcie udziałów w przedsiębiorstwach przez fundusze kontrolowane przez związki zawodowe. Pierwotna wersja planu zakładała emisję akcji w wysokości 20% zysków, jednak projekt został znacznie złagodzony, a do 1990 fundusze posiadały jedynie 3,5% udziałów w spółkach giełdowych.
W trakcie kampanii prezydenckiej w USA w 2020 Bernie Sanders zaproponował, aby 20% akcji korporacji o przychodach powyżej 100 milionów USD rocznie należało do ich pracowników.

### Własność spółdzielcza

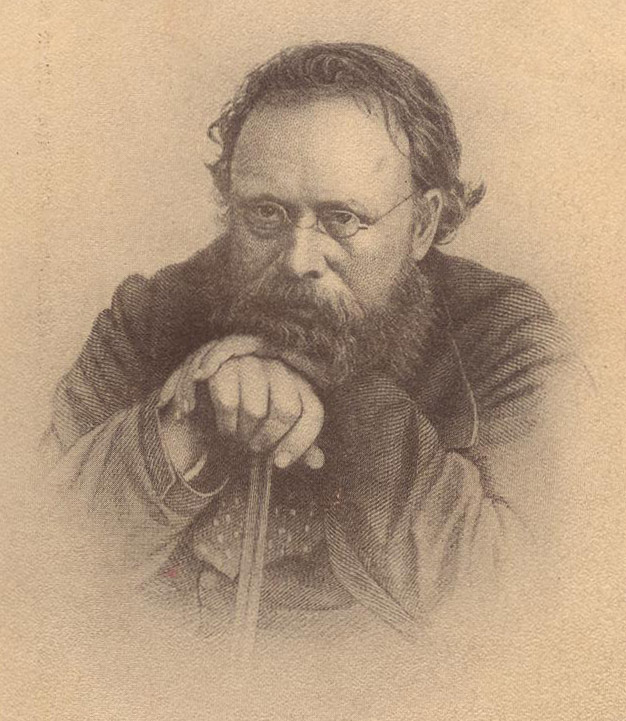
Pierre-Josepha Proudhon, autor najstarszej koncepcji spółdzielczego socjalizmu, czyli mutualizmu

Własność spółdzielcza to model organizacji, w którym przedsiębiorstwo należy do pracowników (spółdzielnia pracy) lub konsumentów (spółdzielnia konsumencka). Spółdzielnie często funkcjonują w oparciu o zasady samorządności – menedżerowie są wybierani przez załogę lub pracownicy zarządzają procesami produkcyjnymi bezpośrednio.
Różne formy własności spółdzielczej obejmują: bezpośrednią własność pracowniczą, programy ESOP (ang. employee stock ownership pla) czy systemy podziału zysków. Elementy samorządności lub holakracji są praktykowane w niektórych firmach technologicznych z Doliny Krzemowej.
Najstarszą koncepcją spółdzielczego socjalizmu był mutualizm, zaproponowany przez Pierre’a-Josepha Proudhona. Zakładał on zniesienie państwa i funkcjonowanie gospodarki jako sieci spółdzielni producentów, których członkowie otrzymywaliby wynagrodzenie w postaci bonów pracy.
Model socjalizmu rynkowego w byłej Jugosławii opierał się na tzw. własności społecznej – pracownicy poszczególnych przedsiębiorstw byli ich członkami, współwłaścicielami i zarządzali nimi w ramach systemu samorządności pracowniczej.

### Własność wspólna i peer-to-peer
W modelach nierynkowych własność społeczna może przyjąć formę wspólnego posiadania środków produkcji. Pojęcie „użytkowania” zastępuje tu tradycyjne rozumienie własności. Produkcja partnerska oparta na wspólnym dostępie (ang. commons-based peer production) zakłada udostępnianie zasobów i wyników pracy za pośrednictwem sieci informacyjnych jako dóbr publicznych, a nie towarów przeznaczonych do sprzedaży.
Ekonomista Pat Devine definiuje własność społeczną jako taką, która należy do wszystkich zainteresowanych jej użytkowaniem. Argumentuje, że tego rodzaju własność umożliwia wykorzystanie wiedzy ukrytej wszystkich zainteresowanych stron w celu podejmowania decyzji najlepiej służących interesowi społecznemu.
Terminy „produkcja społeczna” i „produkcja partnerska peer-to-peer” stosuje się do opisania struktur własności i relacji pracy charakterystycznych dla ruchów open-source i inicjatyw wspólnego wytwarzania, które funkcjonują bez własności prywatnej i wymiany rynkowej.